# المهرجان الوطني للفلم الأمازيغي
المهرجان السينمائي الأمازيغي تظاهرة أمازيغية سنوية تنظم بالمغرب، هدفها تنمية السينما الناطقة باللغة الأمازيغية. وتشارك في المهرجان أفلام من المغرب والجزائر وليبيا.